# كميل الطويل
كميل الطويل هو كاتب صحفي لبناني بجريدة الحياة ومختص في شؤون تنظيم القاعدة. يحمل شهادة ماجستير من كلية الدراسات الشرقية والأفريقية في جامعة لندن وشهادة ليسانس من كلية الإعلام في الجامعة اللبنانية.
الدكتور كميل طويل هو من مواليد الرميل – بيروت.
درس في معهد الحكمة الاشرفية.
حائز على شهادة دكتور في الطب من جامعة ميلانو في إيطاليا، وشهادة اختصاصي في الطب الداخلي من جامعة بون في ألمانيا وشهادة اختصاصي في امراض الغدد والسكري من جامعة باريس.
متزوج من ريما مقدسي، مغنية اوبرا، وهو اب لولدين وجدّ لولدين.
من مسؤولياته المهنية والثقافية:
⁃ نائب رئيس سابق للجامعة اللبنانية الثقافية في العالم من ١٩٩٠ إلى ١٩٩٨
⁃ مؤسس ورئيس سابق لمعهد لبنان في باريس
⁃ نائب رئيس سابق للجمعية المارونية اصالة ورسالة التي يرأسها المطران ناصر الجميل
⁃ امين عام الجمعية الطبية الفرنسية للتلاقي الطبي
⁃ نائب رئيس الجمعية الطبية الفرنسية اللبنانية
⁃ رئيس الجمعية الثقافية فورتيسيمو
⁃ رئيس جمعية تحالف فرنسا-لبنان
⁃ نائب رئيس التجمع اللبناني في فرنسا لدعم ثورة ١٧ تشرين
من انشطته الحزبية:
⁃ عمل في صفوف الطلاب منذ سن المراهقة وكان ناشطاً في الرميل والمدور منذ السبعينات
⁃ ادّى القسم الحزبي عام ١٩٧٩
⁃ عيّنه الرئيس بشير الجميل سنة ١٩٧٦، ممثله في أوروبا ولدى الڤاتيكان ومن بعدها أصبح مسؤول القوات اللبنانية في إيطاليا ومن ثم في ألمانيا وبعدها في فرنسا. وكان مستشاراً للشيخ بشير للعلاقات مع الاحزاب الديمقراطية المسيحية في العالم وأحد مؤسسي التجمع الديمقراطي المسيحي اللبناني.
⁃ بالإضافة إلى كتابات عديدة، القى ما يفوق ٣٠٠ محاضرة عن لبنان منذ ١٩٧٦ في العديد من البلدان، منها إيطاليا، اسبانيا، إنكلترا، فرنسا، بلجيكا..